# گرگور فون رتسوری
گرگور فون رتسوری (آلمانی: Gregor von Rezzori؛ ‏ تلفظ آلمانی: [ʁɛˈtso:ʁi]؛ ‏ ۱۳ مهٔ ۱۹۱۴ – ۲۳ آوریل ۱۹۹۸) فیلم‌نامه‌نویس، روزنامه‌نگار، شرح‌حال‌نویس و نویسنده درام‌های رادیویی اتریشی‌الاصل اهل رومانی بود. وی از تبار یکی از خانواده‌های اشرافی استان راگوسا در پادشاهی ایتالیا بود که در میانهٔ قرن هجدهم میلادی به وین مهاجرت کردند. گرگور به زبان‌های آلمانی، رومانیایی، ایتالیایی، لهستانی، اوکراینی، ییدیش، فرانسوی و انگلیسی تسلط کامل داشت و شهروندی و تابعیت کشورهای اتریش-مجارستان، رومانی و اتحاد جماهیر شوروی سوسیالیستی را دارا بود. شهر زادگاه او چرنیوتسی در سال ۱۹۱۴ جزئی از خاک پادشاهی اتریش-مجارستان بود و بعدها در سال ۱۹۱۹ میلادی، جزئی از خاک پادشاهی رومانی شد.
از فیلم‌هایی که وی در آن نقش داشته‌است، می‌توان به او، زنده‌باد ماریا! اشاره کرد.